# ليليان جانيت رايس
ليليان جانيت رايس (بالإنجليزية: Lilian Jeannette Rice)‏ هي مهندسة معمارية أمريكية، ولدت في 12 يونيو 1889 في ناشيونال سيتي في الولايات المتحدة، وتوفيت في 22 ديسمبر 1938 في رانشو سنتا في ‏ في الولايات المتحدة.

## وصلات خارجية
- الموقع الرسمي